# Deloneura immaculata
Deloneura immaculata ist eine vermutlich ausgestorbene Schmetterlingsart aus der Familie der Bläulinge (Lycaenidae), die nur von drei Weibchen bekannt geworden ist, die 1863 in der Transkei, Südafrika, gesammelt wurden. Sie gilt als die Typusart der Gattung Deloneura.

## Merkmale
Die drei Exemplare haben eine Flügelspanne von 18 bis 23 mm. Es sind reingelbe Schmetterlinge mit gerundeten Flügeln. Die Oberseite ist ockergelb ohne Markierungen. Das Costalfeld und der hintere Randbereich auf der Unterseite der Hinterflügel sind hell und unklar. Die Färbung der Männchen ist unbekannt.

## Lebensraum und Ökologie
Die Art wurde in einem bewaldeten Bereich entlang des Ufers des Mbhashe entdeckt. James Henry Bowker bezeichnete sie als echtes Waldinsekt, das nur innerhalb von Wäldern oder an den Waldrändern vorkommt. Der Flug ähnelte dem der Art Acraea horta und dem eines Falters der Gattung Aroa, der örtlich als „yellow tree moth“ bekannt ist. Bowker beschrieb den Flug wie folgt: „Sie wirbeln langsam mit schlagenden Flügeln um die Wipfel der Bäume, steigen auf und fallen, segeln weg und kehren wieder zurück.“

## Entdeckungsgeschichte und Status
Das Typusexemplar wurde am 27. Dezember 1863 am Mbhashe nahe dem Fort Bowker von James Henry Bowker gesammelt. Zwei weitere Exemplare fing Bowker vor dem 1. Januar 1864. In der Folgezeit blieb er noch einige Monate in der Region, konnte jedoch kein Exemplar mehr nachweisen. Vermutlich haben die Lebensraumveränderungen in der Umgebung des Fort Bowkers zum Verschwinden der Art beigetragen. Zwei Exemplare befinden sich im South African Museum in Kapstadt, das dritte im Natural History Museum in London.